# Polish Metal Alliance
Polish Metal Alliance — supergrupa złożona z polskich muzyków metalowych, nagrywająca własne wersje metalowych oraz rockowych szlagierów. Zespół został założony w marcu 2020 roku przez Macieja Koczorowskiego, podczas pandemii COVID-19, a pierwszym opublikowanym utworem był „The Trooper” Iron Maiden. Sukces nagrania w internecie skłonił muzyków do kolejnych nagrań. Utwory publikowane są w serwisie YouTube, a sam zespół regularnie koncertuje.

## Skład
Wśród muzyków zasilających skład grupy znaleźli się m.in.: Krzysztof Sokołowski (Nocny Kochanek), Piotr Cugowski, Wojciech Cugowski, Marek Pająk (Vader), Kasia Kowalska, Małgorzata Ostrowska, Grzegorz Skawiński, Wacław Kiełtyka (Decapitated), Krzysztof Zalewski, Tomasz Targosz (CETI), Piotr Szpalik (CETI, Orgasmatron), Jarosław Chilkiewicz, Beata Polak (Wilczy Pająk), Jacek Hiro  (Sceptic, Kat & Roman Kostrzewski).